# Paromalus samba
Paromalus samba är en skalbaggsart som beskrevs av Miłosz A. Mazur 1981. Paromalus samba ingår i släktet Paromalus och familjen stumpbaggar. Inga underarter finns listade i Catalogue of Life.